# پاردیاس (ایلینوی)
پاردیاس (به انگلیسی: Paradise) یک منطقهٔ مسکونی در ایالات متحده آمریکا است که در شهرستان کولز، ایلینوی واقع شده‌است. پاردیاس ۲۰۶٫۰۵ متر بالاتر از سطح دریا واقع شده‌است.